# Vat Phra Kèo
Le Vat Phra Kèo est un édifice religieux de Vientiane, capitale du Laos. Il s’agit d’un ancien temple royal transformé en musée d’art religieux.
Ce temple fut probablement construit au XVIe siècle sous le règne de Setthathirat pour abriter le fameux Bouddha d'émeraude, que ce roi avait rapporté du nord du Siam. Mais à la suite d’un conflit avec la Thaïlande en 1779, les Siamois détruisirent le temple et récupérèrent le Bouddha d’émeraude pour le déposer au Wat Phra Kaeo de Bangkok.
Le temple actuel a été reconstruit en 1936, d'après des plans originaux retrouvés par l'École française d'Extrême-Orient. Il est censé reproduire l’ancien temple royal détruit par les Siamois en 1828. Aujourd'hui le temple est transformé en musée. Il renferme une superbe collection de bouddhas en bronze et d’objets d’art sacré.
Le temple est entouré d’une galerie décorée de statues de Bouddha en bronze dans diverses positions de méditation datant du XVIIIe siècle, et d’un bouddha en pierre du IXe siècle.

## Galerie

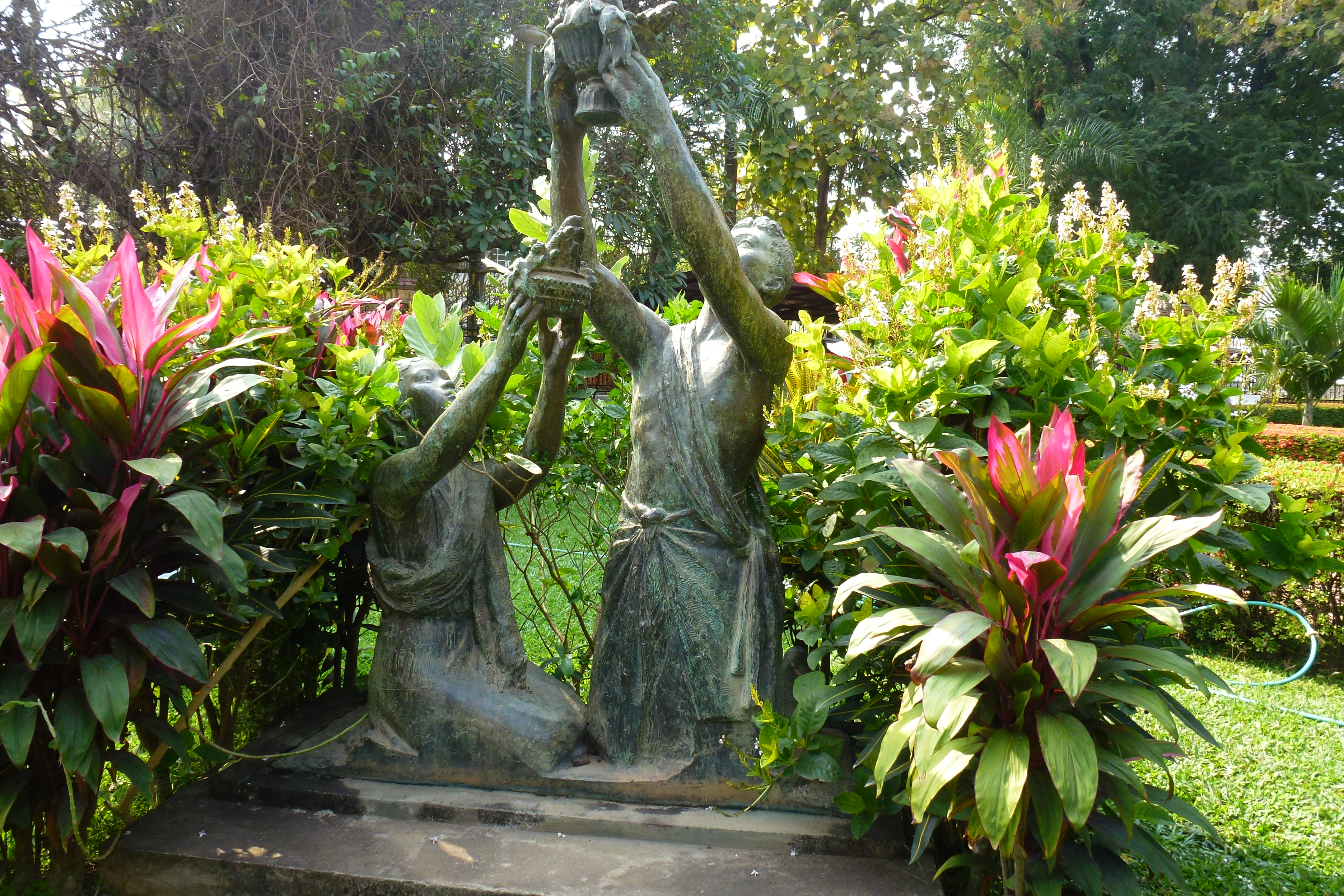
Le jardin du temple Vat Phra Kèo.
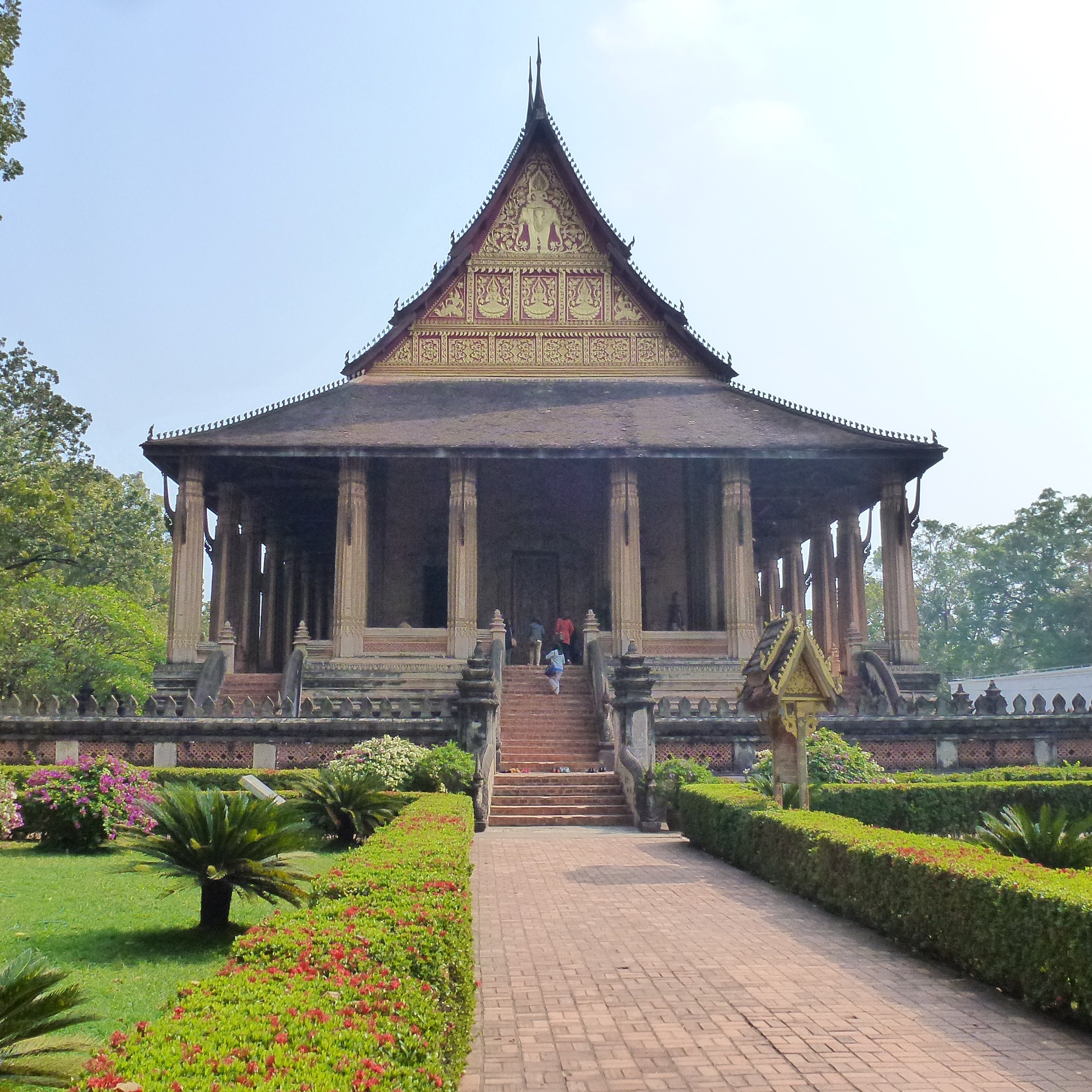
La façade du temple Vat Phra Kèo.
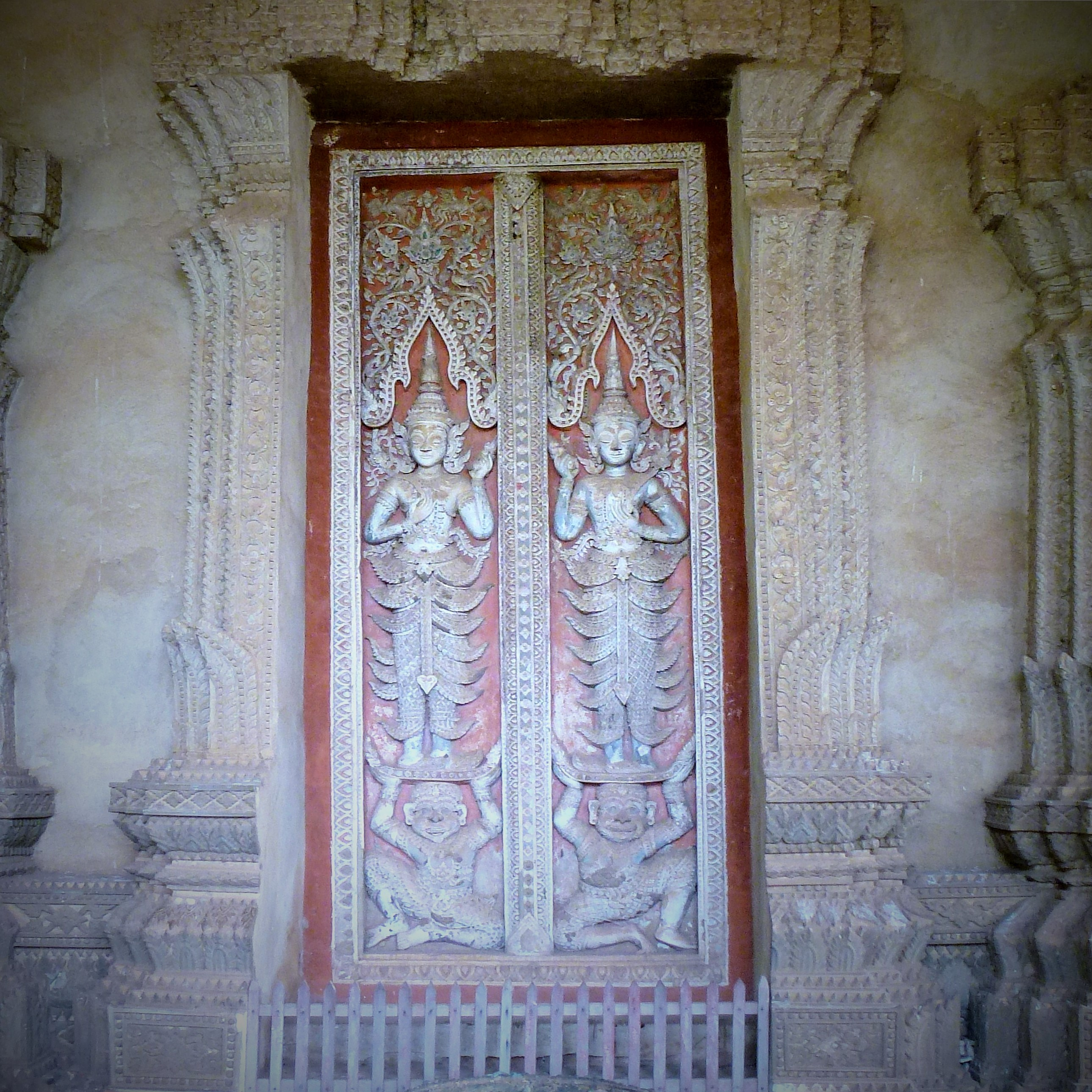
Portail de la galerie latérale du temple Vat Phra Kèo.
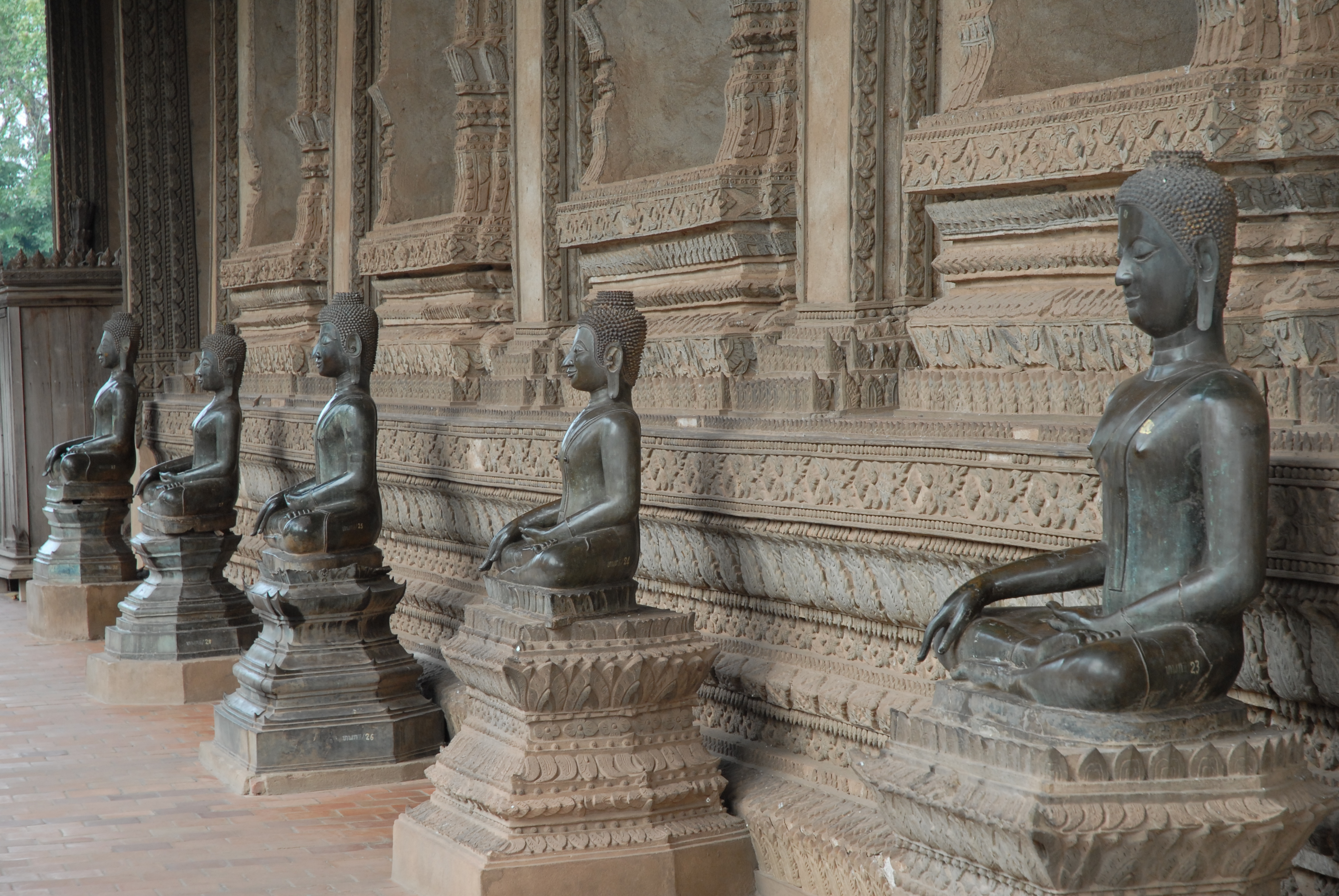
Bouddhas de la galerie latérale.
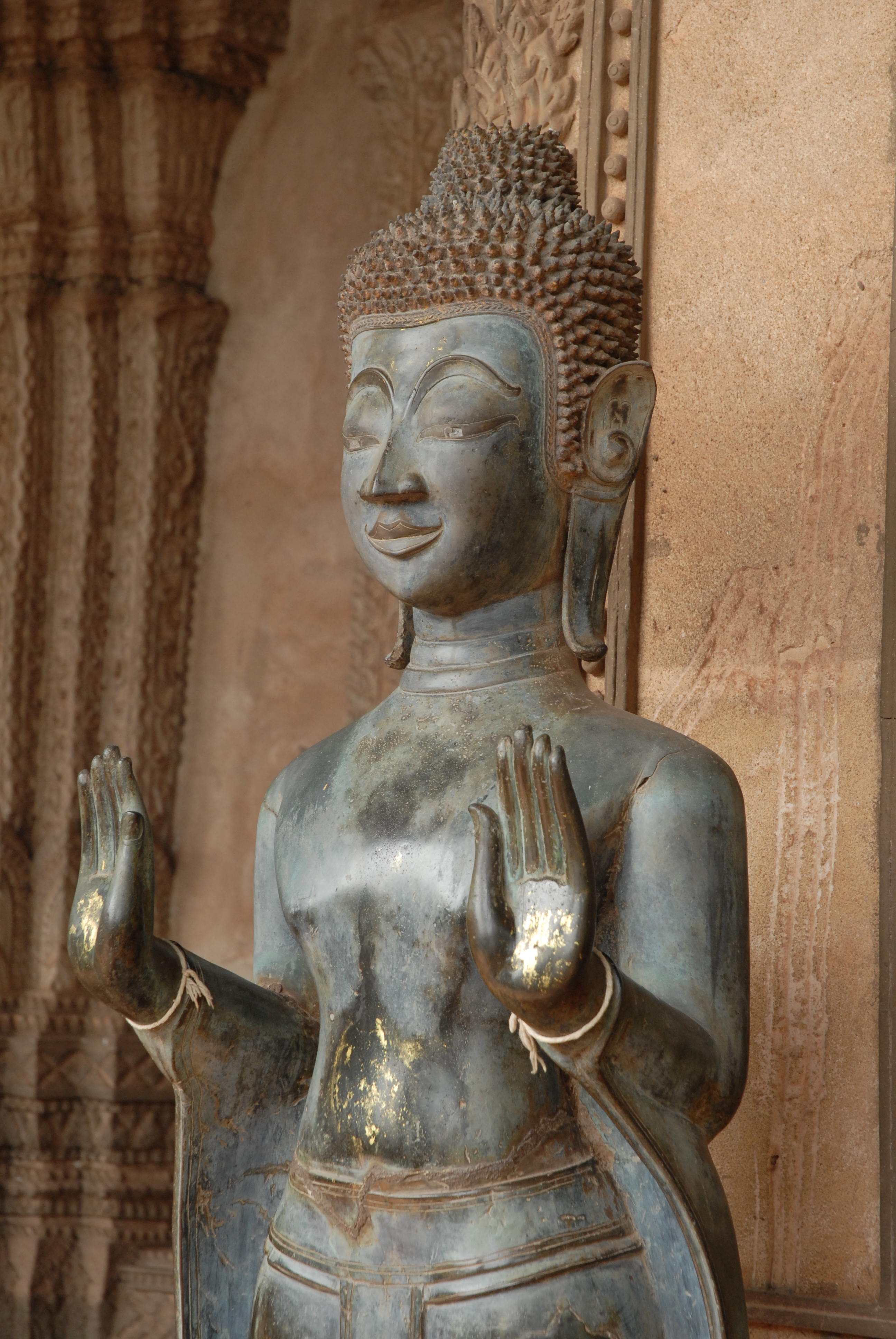
Bouddha en Abhaya-Mudrâ.
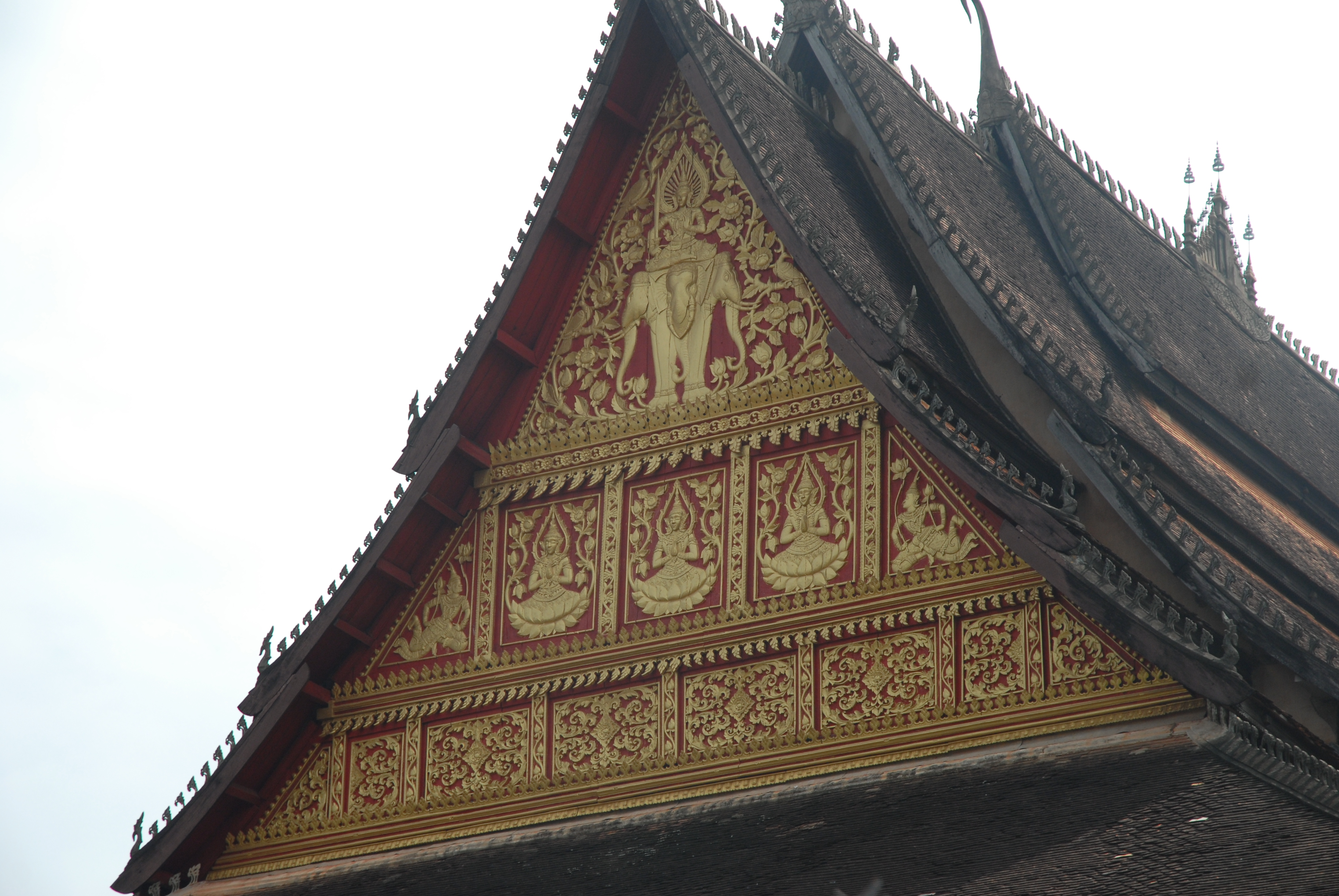
Fronton du temple.
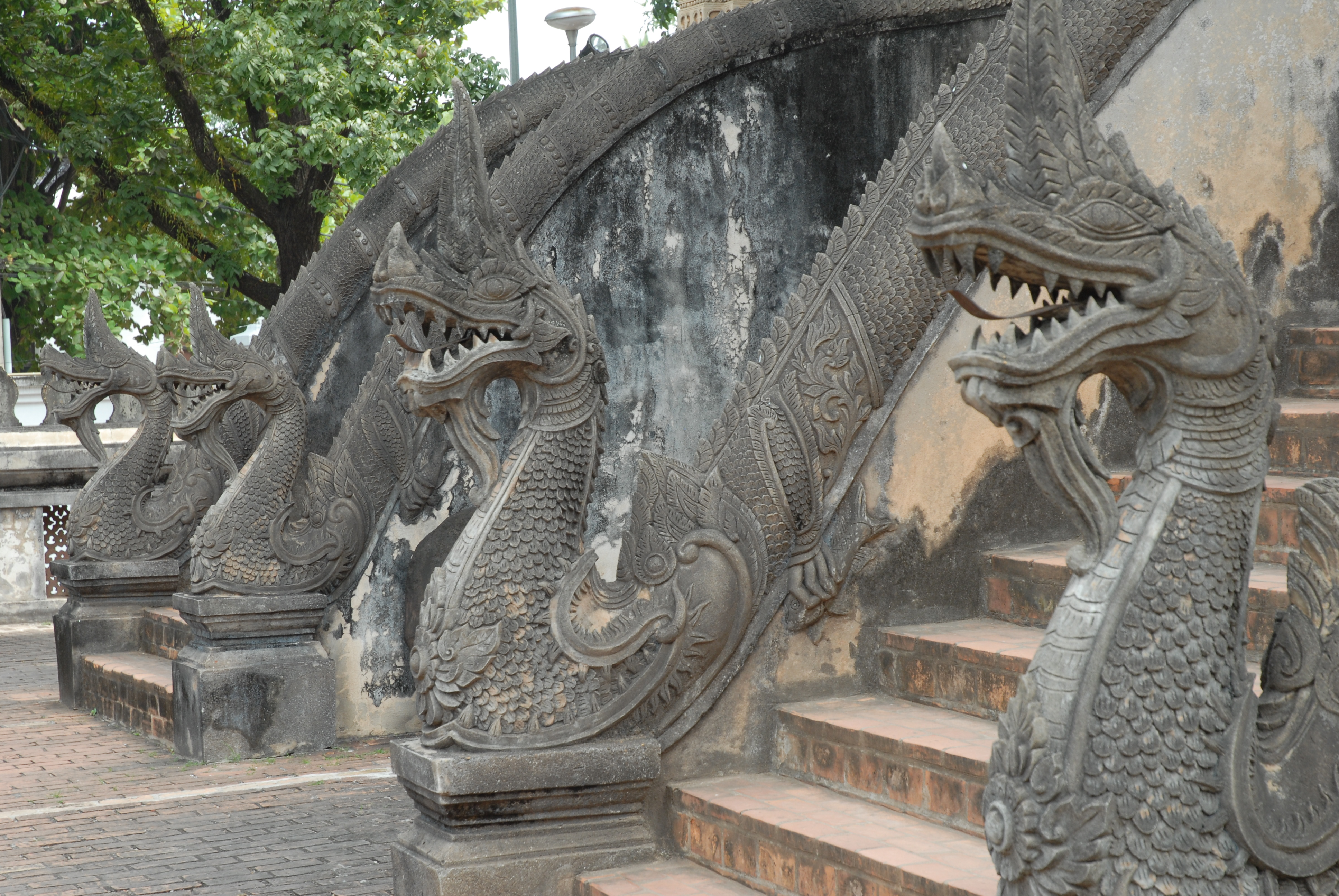
Rampes d'escaliers représentant des Nâgas.
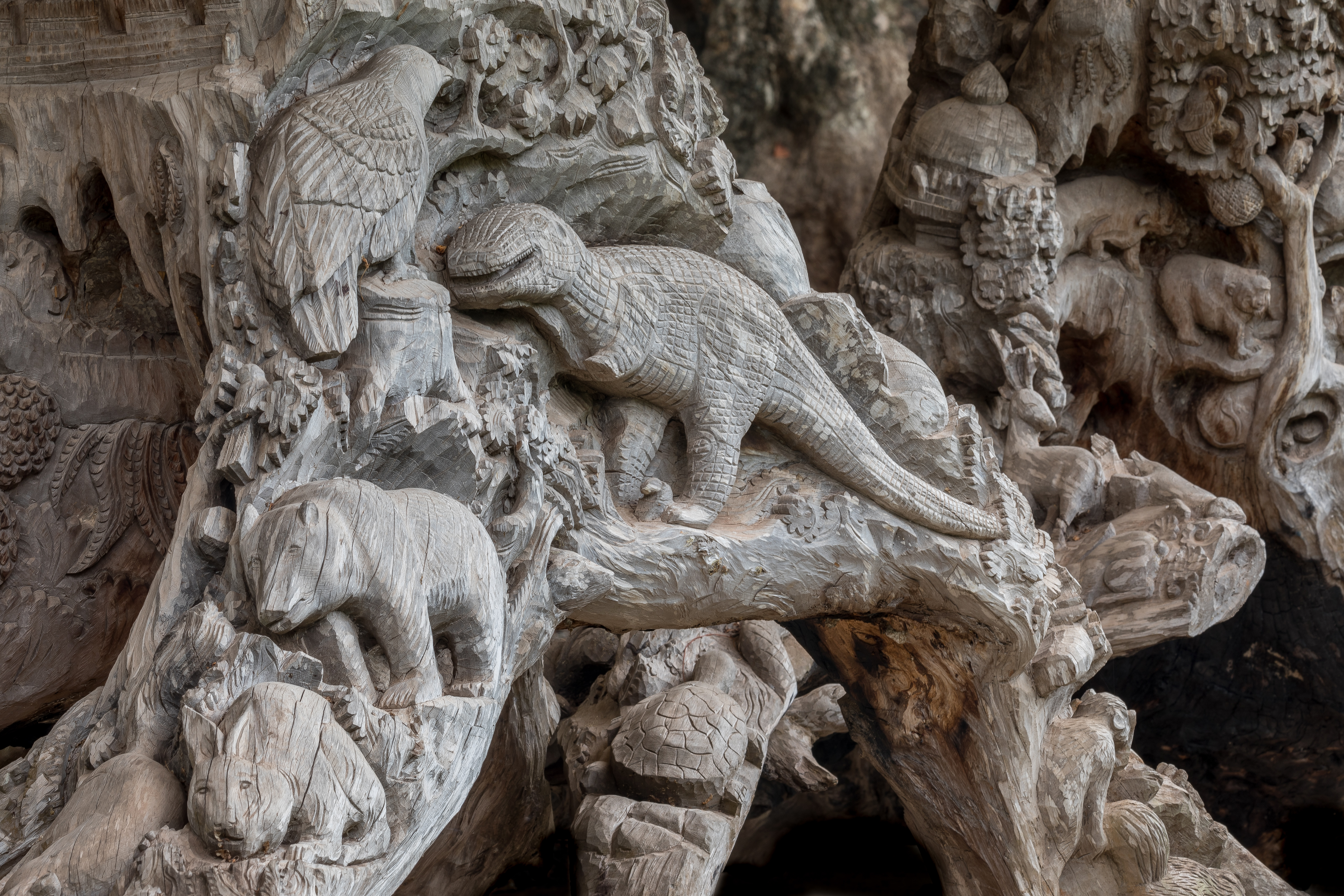
Tronc d'arbre sculpté avec des reliefs de dinosaure, oiseau, ours, lapin et tortue, vu dans le jardin du temple bouddhique de Vat Phra Kèo.
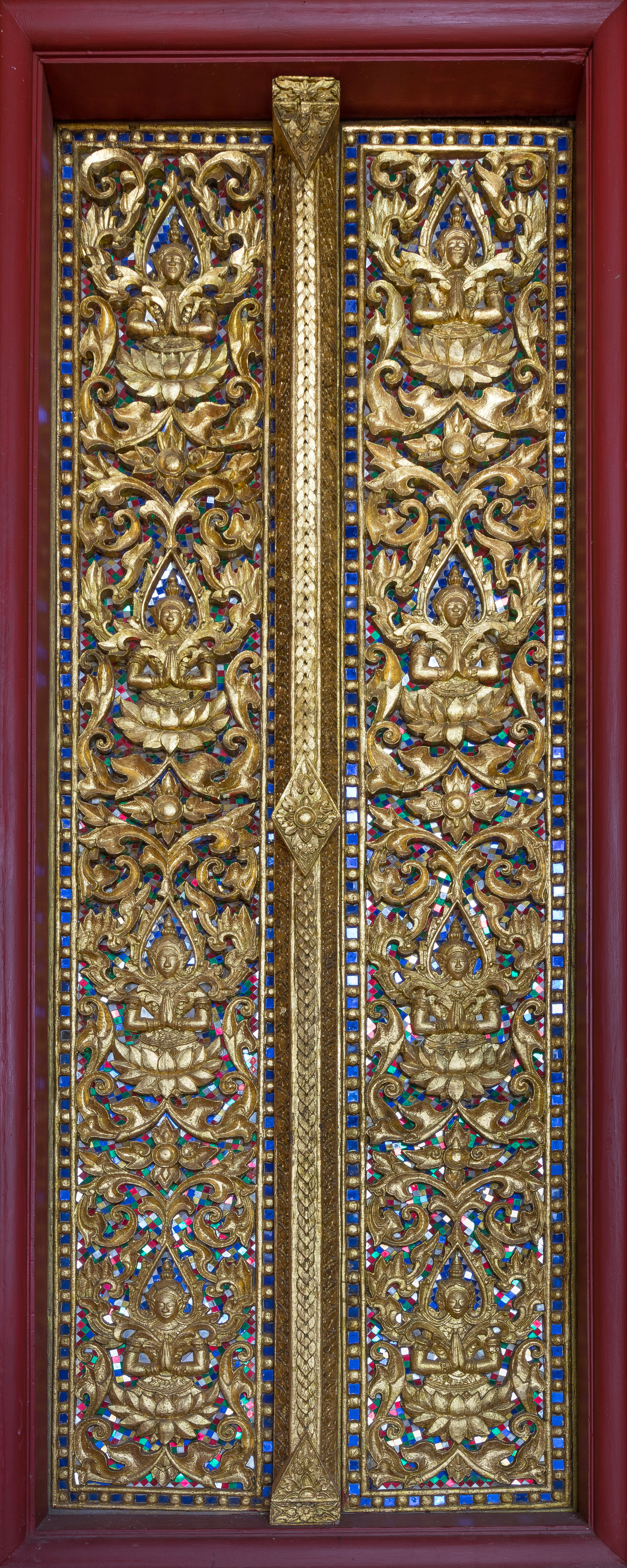
Double porte sculptée avec des reliefs dorés au temple Vat Phra Kèo. La hauteur fait approximativement 2,5 m (98 in).